# Saint-Sauveur-sur-Tinée
 Saint-Sauveur-sur-Tinée  es una población y comuna francesa, en la región de Provenza-Alpes-Costa Azul, departamento de Alpes Marítimos, en el distrito de Niza y cantón de Saint-Sauveur-sur-Tinée.
Hasta el 23 de mayo de 1957 su nombre era simplemente Saint-Sauveur.

## Demografía
| 474 | 436 | 386 | 368 | 337 | 337 |
| Para los censos de 1962 a 1999 la población legal corresponde a la población sin duplicidades (Fuente: INSEE [Consultar]) |     |     |     |     |     |